# Чако (національний історичний парк)
Національний історичний парк Чако (англ. Chaco Culture National Historical Park) займає територію в 137,5 км² і вважається одним із найважливіших районів Північній Америці з точки зору археології.
Розташований у північно-західній частині штату Нью-Мексико, між містами Альбукерке та Фармінгтон, у каньйоні Чако.

## Історія
Люди, які населяли цю землю, створили наймасивніші рукотворні споруди за всю історію регіону до 1800 року.
Чако являв собою центр розквіту культури анасазі, чи древніх пуебло (мовою навахо слово «анасазі» означає «пращури»). Хоча місцевість була в цілому пустельна, у районі каньйону життя вирувало. Місцеві жителі зводили величезні вежі (пуеблос) з просторими приміщеннями всередині, навколо яких виникали невеликі поселення.
Така система забудови стала відміною рисою всього регіону. Основними елементами архітектури місцевих будівель були кам'яні стіни, булижні підмурки і зовнішнє облицювання із загострених каменів. Це дозволяло створювати будівлі висотою в більш ніж чотири поверхи, що було нехарактерно для того часу.
На початку 1980-х років Центр по вивченню каньйону Чако провів багато досліджень, у тому числі аерофотозйомку місцевості, аналіз складу ґрунту та інфрачервону термографію. Отримані дані показали, що дороги, ширина яких досягає 6 метрів, являють собою виключно прямі лінії незалежно від рельєфу місцевості.
Конфігурація таких доріг багато в чому нагадує загадкові лінії, виявлені в Англії й в пустелі Наска в Перу. Можливо, релігійна значущість таких споруд була набагато вища, ніж транспортна. Одна з найспірніших гіпотез, яку висувають деякі дослідники[хто?], стверджує, що такими лініями відзначені маршрути «астральних подорожей» або «подорожей поза фізичною оболонкою», які здійснювали шамани. Основним аргументом на підтвердження цієї ідеї вважають той факт, що в Наска деякі лінії ведуть до невеликих храмів, де, можливо, проводилися шаманські ритуали.
Каньйон Чако вважається національною пам'яткою з 1907 року, а з 1980 року він набув статусу історичного парку.